# Jaume Fort
Jaume Fort Mauri Lorenzo, född 25 juli 1966 i Cardedeu, är en spansk tidigare handbollsmålvakt. Han spelade 177 landskamper för Spaniens landslag.
Han var med och tog OS-brons 1996 i Atlanta.

## Klubbar
- BM Granollers (1986–1990)
- BM Alzira Avidesa (1990–1994)
- Teka Cantabria (1994–1999)
- TBV Lemgo (1999–2001)
- Frisch Auf Göppingen (2001–2004)
- BM Ciudad Real (2005)